# Skärsjö, Nora
Skärsjö är en by i Nora socken i Heby kommun.
Byn omtalas i dokument första gången i markgäldsförteckningen 1312 upptas fyra skattskyldiga (in skersø, in scersø). Jordeböckerna under 1500-talet upptar ett skatte hemman om 1 markland och 1 öresland. Byn har fått sitt namn efter Skärsjön, det fornsvenska ordet skær betyder klar och syftar på sjöns klara vatten. Sörstun flyttades ut från den gamla bytomten i någon gång mellan storskiftet 1801–1805 och laga skiftet 1863. Gårdarna Bolins, Ol-Nils och Grannas flyttades ut i samband med laga skifte 1863. På ägorna har bland annat funnits torpen Bråtängen, Nilses Torp, Vretbo, Snickars, Skräddars samt Rutens Torp som var soldattorp för roten 57 vid Salbergs kompani.